# Kovajärvi (sjö i Kajanaland, lat 65,03, long 28,63)
Kovajärvi är en sjö i Finland. Den ligger i kommunen Suomussalmi i landskapet Kajanaland, i den centrala delen av landet, 600 km norr om huvudstaden Helsingfors. Kovajärvi ligger 248 meter över havet. Den är 10,4 meter djup. Arean är 1,05 kvadratkilometer och strandlinjen är 4,31 kilometer lång. Sjön  ingår i Ijo älvs huvudavrinningsområde. 